# Сустіненте
Сустіненте (італ. Sustinente) — муніципалітет в Італії, у регіоні Ломбардія,  провінція Мантуя.
Сустіненте розташоване на відстані близько 380 км на північ від Рима, 140 км на схід від Мілана, 12 км на південний схід від Мантуї.
Населення — 2133 особи (2014).
Покровитель — святий Рох.

## Демографія
Населення за роками:

Станом на 1 січня 2023 року в муніципалітеті офіційно проживали 174 іноземці з 20 країн, серед них 36 громадян країн Євросоюзу та 15 громадян України.

## Уродженці
- Роберто Моцціні (*1951) — італійський футболіст, захисник.

## Сусідні муніципалітети
- Баньоло-Сан-Віто
- Гаццо-Веронезе
- Куїнджентоле
- Куїстелло
- Ронкоферраро
- Сан-Бенедетто-По
- Серравалле-а-По
- Віллімпента